# Dries Steijnen
Dries Steijnen (* 25. Juli 1983 in Herentals) ist ein ehemaliger belgischer Eishockeyspieler, der mit HYC Herentals als auch mit dem IHC Leuven belgischer Meister wurde.

## Karriere
Dries Steijnen begann seine Karriere bei HYC Herentals in seiner Heimatstadt. Als 17-Jähriger gab er in der Spielzeit 2000/01 sein Debüt in der belgischen Ehrendivision und gewann mit dem Team 2002 die belgische Landesmeisterschaft und ein Jahr später den belgischen Eishockeypokal. 2004 verließ er seine Geburtsstadt und schloss sich für zwei Jahre Olympia Heist op den Berg an. Von 2006 bis zu seinem Karriereende 2013 spielte er dann für den IHC Leuven, mit dem er in der Spielzeit 2011/12 neben seinen Einsätzen in der Ehrendivision auch im belgisch-niederländischen North Sea Cup. Mit dem Team aus der traditionsreichen Universitätsstadt wurde er 2010 und 2013 erneut belgischer Meister.

### International
Für Belgien nahm Steijnen im Juniorenbereich lediglich an der U18-Weltmeisterschaft 2001 teil.
Mit der Herren-Nationalmannschaft nahm Steijnen an den Weltmeisterschaften der Division II 2003, 2005, 2006, 2007, 2008, 2009, 2010 und 2013 teil. Bei der Weltmeisterschaft 2004 spielte er mit den Belgiern in der Division I.

## Erfolge und Auszeichnungen
- 2002 Belgischer Meister und Belgischer Pokalsieger mit HYC Herentals
- 2003 Belgischer Pokalsieger mit HYC Herentals
- 2003 Aufstieg in die Division I bei der Weltmeisterschaft der Division II, Gruppe B
- 2010 Belgischer Meister mit dem IHC Leuven
- 2013 Belgischer Meister mit dem IHC Leuven

## Statistik
(Stand: Ende der Spielzeit 2012/13)